# Kommandierender Admiral östliche Ostsee
Kommandierender Admiral östliche Ostsee war die Bezeichnung einer militärischen Dienststelle der deutschen Kriegsmarine und ihres Befehlshabers, die von Juni 1944 bis Mai 1945 bestand. Der Kommandierende Admiral unterstand dem Oberbefehlshaber des Marineoberkommandos Ostsee. Der Stab befand sich bis Februar 1945 in Libau und verlegte anschließend mit kurzem Zwischenaufenthalt in Gotenhafen nach Hela.

## Geschichte
Vorläufer des Kommandierenden Admirals östliche Ostsee war der Kommandierende Admiral Ostland, dessen Dienststelle im Juni 1944 aufgelöst wurde. Dabei gingen seine Aufgaben an den Kommandierenden Admiral östliche Ostsee über.
Der Befehlsbereich entsprach zunächst dem des Kommandierenden Admirals Ostland und erstreckte sich von der Hauptkampflinie im Norden bis zur deutsch-litauischen Grenze. Im November 1944 wurden die Zuständigkeiten im Ostseeraum neu geordnet. Dabei wurden die Seekommandantur Ost- und Westpreußen und der Festungskommandant Memel dem Befehlsbereich östliche Ostsee zugeschlagen, der sich damit von der Hauptkampflinie bis zur Leba im Westen erstreckte.

## Unterstellte Verbände und Dienststellen
Dem Kommandierenden Admiral östliche Ostsee unterstanden:
- 9. Sicherungs-Division
  - 14. Sicherungsflottille (bis Juli 1944 Küstenschutzflottille Reval)
- Kommandant der Seeverteidigung Estland, ab September 1944 Kommandant der Seeverteidigung Baltische Inseln
  - Marineartillerieabteilung 531
  - Marineeinsatzabteilung Ostland
- Kommandant der Seeverteidigung Lettland
  - 9. Marinekraftfahrabteilung
  - Marinefestungspionierbataillon 321
- Kommandant der Seeverteidigung Ost- und Westpreußen (ab Dezember 1944 und Teilung der Seegebiete im Januar 1945)
- Kommandant im Abschnitt Memel, zugleich Festungskommandant (bis Oktober 1944)
  - Hafenkapitän Memel, zugleich Sperrkommandant Memel
  - Marine-Flak-Abteilung 217 (Die geplante Aufstellung einer Marine-Flak-Abteilung 218 wurde nicht mehr realisiert)
- Direkt unterstellte Dienststellen
  - Seetransportchef östliche Ostsee
  - Oberwerftstab Ostland (im Oktober 1944 aufgelöst)
  - 4. Artillerieträgerflottille (Dorpat, ab der Aufstellung im Januar 1944, September 1944 aufgelöst)
  - Hafenkommandant Riga
  - Inselkommandant Groß Tütters (Tytärsaari, Bolshoy Tyuters) (ab April 1942)
  - Marineeinsatzabteilung Ostland (im Dezember 1944 in Hela aufgelöst)
- 5. Marineflugmeldeabteilung

## Kommandierende Admirale
Folgende Offiziere bekleideten die Position des Kommandierenden Admirals östliche Ostsee:
- Admiral Theodor Burchardi, Juni 1944 – 18. April 1945 (zuvor Kommandierender Admiral Ostland, ab April 1945 in britischer Gefangenschaft)
- unbesetzt
- Vizeadmiral August Thiele, 28. April – 12. Mai 1945

## Chef des Stabes
- Fregattenkapitän Gustav Forstmann